# Fantaisie et Fugue en ut mineur (BWV 906)

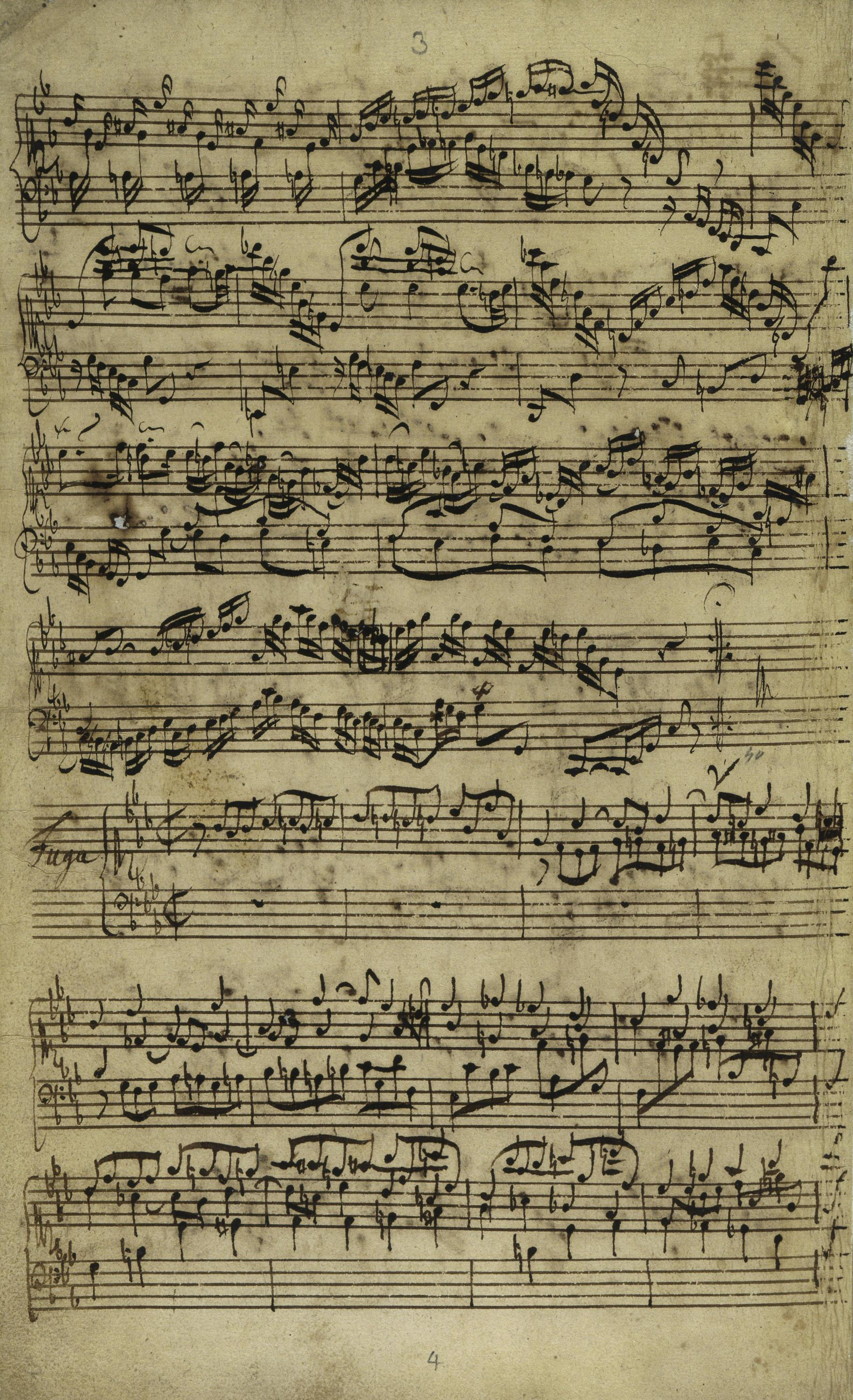
Deuxième autographe de Bach de la fantaisie et fugue en ut mineur, BWV 906: p. 3, montrant la fin de la fantaisie et le début de la Fugue.

La Fantaisie et Fugue en C mineur, BWV 906, est une œuvre pour clavier, probablement inachevée, composée par Jean-Sébastien Bach lorsqu'il était Cantor de Leipzig (1723–1750). Deux partitions autographes nous sont parvenues, l'une avec la fantaisie seule, et l'autre, qui aurait été écrite vers 1738 mais dans laquelle la fugue est inachevée. La pièce est remarquable pour être l'une des dernières compositions de Bach au format prélude et fugue, et pour être une démonstration de Bach s'essayant au style de la musique galante  et à l'Empfindsamkeit dont ses fils (en particulier Jean Chrétien) se sont emparés.

## Histoire
Sur la base des filigranes du papier sur lequel le plus ancien autographe de la Fantaisie qui nous fût parvenu a été écrit, on peut le dater probablement entre 1728 et 1730. L'écriture en est soignée, presque sans corrections.
Sur la base de recherches similaires, on peut dater le second autographe, qui comprend la Fugue, autour de 1738. Ce manuscrit est également soigné et sans corrections, jusqu'à la 25e mesure de la Fugue, où elle devient plus sommaire. Selon Hans-Joachim Schulze, l'origine de ce manuscrit peut être liée au séjour prolongé de Bach en 1738 à Dresde.

## Structure

### Fantaisie
La Fantaisie est composée comme une sonate en trois parties et se caractérise par des croisements de mains et des triolets rapides. Comme les fantaisies BWV 542 et 903, ce mouvement se distingue par son caractère chromatique .

### Fugue
La fugue est inachevée et s'arrête brusquement à la 47e mesure de la Fugue. Comme le manuscrit autographe que nous connaissons est sans rature (du moins jusqu'à la 25e mesure), il est possible que Bach eût achevé l'œuvre dans une ébauche antérieure. De façon similaire à la fantaisie, la fugue est chromatique et contient des croisements, plus que dans la plupart des fugues de Bach.

## Accueil
En 1802, Johann Nikolaus Forkel a décrit deux fantaisies pour clavier de Bach dans sa biographie du compositeur. Il qualifie la première, connue sous le nom de Fantaisie chromatique (BWV 903), d'«unique et inégalée», et la seconde qui nous intéresse ici, celle en ut mineur (BWV 906), d'œuvre de caractère différent, « plutôt l'allegro d'une sonate ». Ignorant le deuxième autographe de la composition, qui n'a été découvert à Dresde qu'en 1876, il pense que la Fugue n'est pas liée à la Fantaisie et que la fin de la Fugue est probablement d'un autre compositeur.
Quant à Charles Sanford Terry (en), il considère que « la Fugue ne peut pas être appelée inachevée. ».

## Arrangements
Cette fantaisie et fugue a été arrangée pour piano par Ferruccio Busoni, dans sa Fantasia, Adagio e Fuga, BV B 37. Il y a notamment intercalé l'adagio BWV 968 entre la fantaisie et la fugue, et composé 50 mesures afin d'achever la fugue.

## Postérité
La Reine Elisabeth II a souhaité cette pièce* pour son dernier à-Dieu, interprétée pour la sortie le 19 septembre 2022 à l'Abbaye de Westminster par Peter Holder.
- Information erronée : « Le cercueil est escorté en dehors de l’édifice au son de l’orgue qui interprète la Fantaisie et fugue en do mineur (BWV 562) de Jean-Sébastien Bach.»